# پورت سانلایت
پورت سانلایت (به انگلیسی: Port Sunlight) یک منطقهٔ مسکونی در بریتانیا است که در Wirral واقع شده‌است. پورت سانلایت ۱٬۴۵۰ نفر جمعیت دارد.
نگارخانه هنر لیدی لیور در این مکان واقع شده است.